# Bengt Herulf
Bengt Olof Herulf, född 25 maj 1922 i Lidingö församling i Stockholms län, död 15 januari 2005 i Adolf Fredriks församling i Stockholm, var en svensk läkare.
Bengt Herulf var son till tandläkaren, professor Gustaf Herulf och tandläkaren Nina Fahlén. Efter studentexamen vid Lidingö högre allmänna läroverk 1941 läste han medicin vid Karolinska Institutet där han blev medicine licentiat 1948 och senare specialist i allmän psykiatri. Han var överläkare vid PBU (psykisk barn- och ungdomsvård) i Stockholm 1961–1974. Han disputerade vid Karolinska Institutet 1972 på avhandlingen Ungdom och narkotika – en social-psykiatrisk studie i Stockholm.
I sin roll som barnpsykiater var han vanligt förekommande i intervjuer och debatter i svensk press under 1960- och 1970-talen. Han intervjuades exempelvis om barn som snattar. Han bedrev studier, bland annat om narkotikabruk bland ungdomar samt om flickor omhändertagna vid barnavårdsnämndens flickhem. I TV medverkade han i program som  "Ungdomar och alkohol" 1966. Han debatterade för en humanisering av kriminalvården. I slutet av 1980-talet var han ordförande i Svenska psykoanalytiska föreningen.
Bengt Herulf var gift första gången 1945–1953 med Rohaje Sjögren (1921–2011), andra gången 1953–1959 med kurator Netty Kooreman (1924–2004) från Holland, tredje gången 1959–1969 med psykologen Eva Svedberg (1930–2020), som var dotter till The Svedberg, fjärde gången 1973–1984 med Anna Hedborg,  femte gången 1991–1994 med Kristina Lugn och sjätte gången från 1998 till sin död med Nina Avila (född 1954). Han är begravd i familjegrav på Lidingö kyrkogårds gamla del.